# Otkrytaja kniga
Otkrytaja kniga (Открытая книга) è un film del 1973 diretto da Vladimir Aleksandrovič Fetin.

## Trama
L'eroina del film è un microbiologo, l'inventore della penicillina. La scoperta di un farmaco salvavita è stata preceduta da molti anni di ricerca scientifica, che all'inizio del secolo in una piccola città di provincia è stata condotta dal dottor Lebedev nel suo laboratorio. La ragazza di una vicina Tanya si ritrova casualmente nella casa del dottore, dove per la prima volta tocca il misterioso mondo della scienza.